# Cléomède

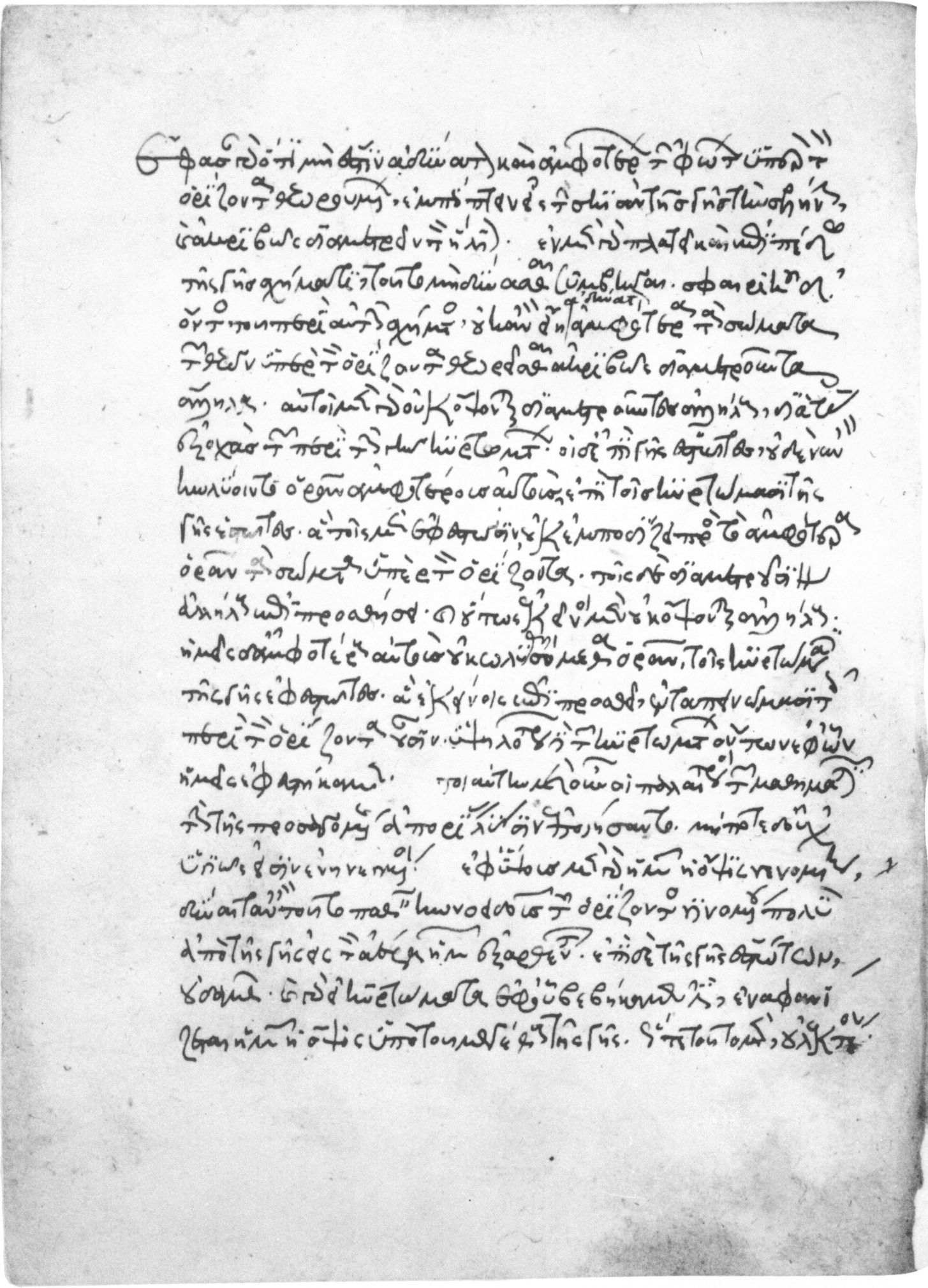
Page en grec ancien de la Théorie circulaire des corps célestes de Cléomède. Copie d'un manuscrit de Maximus Planudes.

Cléomède (en grec, Κλεομήδης) est un philosophe stoïcien, astronome et mathématicien de la Grèce antique. Un cratère situé au nord-est de la face visible de la Lune a été baptisé en son honneur.

## Biographie
On ne connaît pas les dates de sa naissance ni de sa mort, mais il est en général situé entre Posidonius (environ 135 - 51 av. J.-C.), qu'il cite, et Ptolémée (environ 85 -165 ap. J.-C.) qu'il ne cite pas. Le seul ouvrage connu de lui est un manuel élémentaire d'astronomie, intitulé en abrégé Théorie circulaire des corps célestes, en grec ancien Κυκλική θεωρία μετεώρων / Cyclice theoria. Il a été publié en grec à Paris, en 1539 en In-quarto, et avec traduction latine à Bordeaux par Robert Balfour, en 1605, à Leyde, par John Bake, en 1820, et à Leipzig, par Schmidt[Lequel ?], en 1832[réf. nécessaire]. Selon Maurice Caveing « [l']exposé [...] [se situe] dans le cadre du débat philosophique. L'inspirateur de Cléomède est le stoïcien Posidonius, sa cible est le sensualisme épicurien, qui prend les apparences célestes pour la réalité ». Cléomède y décrit les procédés utilisés par Ératosthène et Posidonius pour calculer la longueur du méridien terrestre, ainsi que la méthode utilisée par Posidonius pour évaluer le diamètre du Soleil.

## Ouvrages
Mouvements des objets célestes (en au moins deux livres)
- (la + el) Cléomède (trad. Robert Balfour), Cleomedis Meteora, graece et latine , a Roberto Balforeo ex ms. codice bibliothecae... Cardinalis Joyosii multis mendis repurgata, latine versa et perpetuo commentario illustrata..., Bordeaux, Simon Millanges, 1605, 316 p. (lire en ligne sur Gallica).